# Oldenzĳl
Oldenzijl (dialekt groningski Oldenziel) – wieś w Holandii, w prowincji Groningen, w gminie Eemsmond. 